# Pterodroma
Pterodroma är ett släkte med havsfåglar inom familjen liror (Procellariidae) i ordningen stormfåglar (Procellariiformes). De är medelstora petreller som har komplexa ving- och ansiktsmönster.

## Utseende
Arterna varierar från små till medelstora (26–46 cm), de har långa vingar och korta, kraftiga och nedåtkrökta näbbar som är anpassade att snappa mjuka byten från havsytan. Deras tarmar är vridna för att klara av att smälta vissa marina djur.

## Ekologi

Boninpetrell (Pterodroma hypoleuca) Alla arter inom släktet Pterodroma häckar direkt på marken eller i jordhålor.

De häckar, precis som alla andra släkten inom familjen, i kolonier och är pelagiska under perioden då de inte häckar. De lägger ett vitt ägg per häckningssäsong, i ett bo direkt på marken eller i en jordhåla. Alla arter besöker sina kolonier nattetid för att minimera attacker från andra fåglar, främst labbar.

## Taxonomi
Släktets taxonomi har varit diskussion, där flera grupper med fåglar har flyttats till andra släkten och andra taxa har fått artstatus. Arterna inom släktet Pseudobulweria och även kerguelenpetrellen (Aphrodroma brevirostris) har skilts ut ur släktet Pterodroma, då Pseudobulweria visat sig vara fylogenetiskt närmare släktet Puffinus än Pterodroma, och kerguelenpetrell möjligen är närmare besläktade med liror eller gruppen med fulmaruspetrellerna. Vidare kategoriseras inte längre de två petrellerna i släktet Bulweria som nära besläktade med Pterodroma. Släktet Pterodroma består i dagsläget av följande arter, i systematisk ordning efter AviList:
- Sammetspetrell (Pterodroma mollis)
- Magentapetrell (Pterodroma magentae)
- Vitbukig petrell (Pterodroma incerta)
- Nordöpetrell (Pterodroma gouldi)
- Vithuvad petrell (Pterodroma lessonii)
- Långvingad petrell (Pterodroma macroptera)
- Karibpetrell ( Pterodroma hasitata)
- Jamaicapetrell (Pterodroma caribbaea) – förmodligen utdöd
- Bermudapetrell (Pterodroma cahow)
- Madeirapetrell (Pterodroma madeira)
- Större sankthelenapetrell (Pterodroma rupinarum) – utdöd
- Kapverdepetrell (Pterodroma feae)
- Desertaspetrell (Pterodroma deserta)
- Boninpetrell (Pterodroma hypoleuca)
- Robinsoncrusoepetrell (Pterodroma defilippiana)
- Långnäbbad petrell (Pterodroma longirostris)
- Maoripetrell ( Pterodroma cookii)
- Whakaupetrell (Pterodroma pycrofti)
- Vitvingad petrell (Pterodroma leucoptera)
- Halsbandspetrell (Pterodroma brevipes)
- Chathampetrell ( Pterodroma axillaris)
- Kragpetrell (Pterodroma nigripennis)
- Juanfernándezpetrell (Pterodroma externa)
- Galápagospetrell (Pterodroma phaeopygia)
- Réunionpetrell (Pterodroma baraui)
- Hawaiipetrell (Pterodroma sandwichensis)
- Vithalsad petrell (Pterodroma cervicalis)
- Lordhowepetrell (Pterodroma solandri)
- Gråbukig petrell (Pterodroma inexpectata)
- Pitcairnpetrell (Pterodroma ultima)
- Phoenixpetrell (Pterodroma alba)
- Kermadecpetrell ( Pterodroma neglecta)
- Trindadepetrell ( Pterodroma arminjoniana)
- Heraldpetrell (Pterodroma heraldica)
- Hendersonpetrell (Pterodroma atrata)

Arter som tidigare fördes till släktet
- Släkte Aphrodroma
  - Kerguelenpetrell (Aphrodroma brevirostris)

- Släkte Pseudobulweria
  - Fijipetrell (Pseudobulweria macgillivrayi)
  - Tahitipetrell (Pseudobulweria rostrata)
  - Newirelandpetrell (Pseudobulweria becki)
  - Maskarenpetrell (Pseudobulweria aterrima)

Förhistoriska arter
- Oahupetrell (Pterodroma jugabilis)
- Långbent petrell (Pterodroma imberi)
- Pterodroma sp. funnen på Kanarieöarna
- Pterodroma sp. funnen på Chathamöarna
- Pterodroma sp. funnen på Hendersonön

Ett fossil från pleistocen i Aldabra, Indiska oceanen, är beskrivet som Pterodroma kurodai. Biogeografiskt kan det tillhöra flera olika släkten.